# Acrocephalus melanopogon

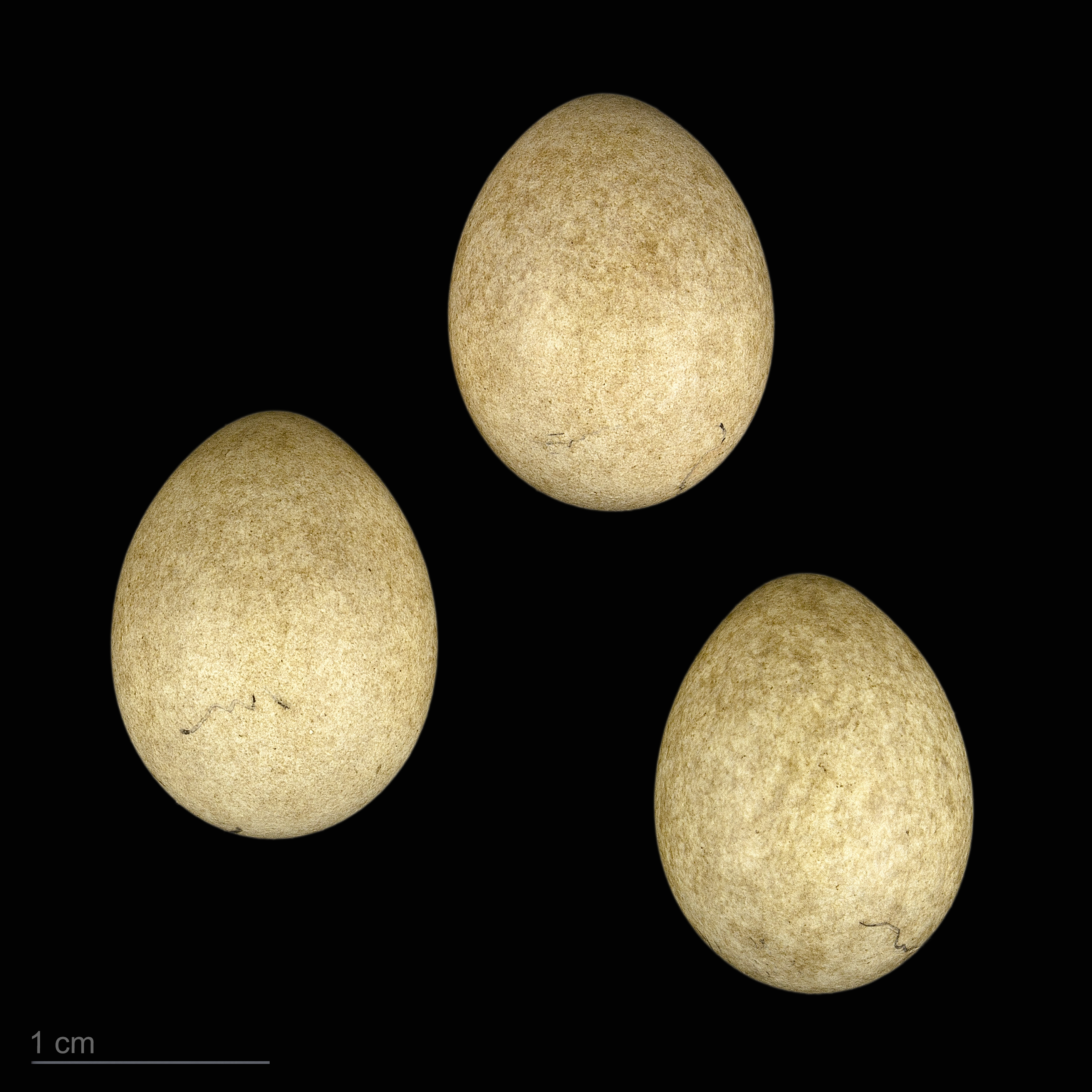
Acrocephalus melanopogon melanopogon - MHNT

El carricerín real (Acrocephalus melanopogon) es una especie de ave paseriforme de la familia Acrocephalidae. Se reproduce en el sur de Europa y en zonas templadas del sur Asia y en una pequeña porción del noroeste de África. Es parcialmente migratorias, en el suroeste de Europa son residentes, en el sur de Europa oriental las aves invernan en el área de cría del Mediterráneo, y la subespecie asiática emigra a Arabia y la India.
Es escasa en el norte de su distribución, pero se han producido avistamientos en latidudes tan septentrionales como Polonia y Dinamarca. Hay algunos informes desde Gran Bretaña, incluyendo una pareja que crio en Cambridgeshire en 1946, pero estos registros han sido recientemente eliminado de la lista oficial de aves británicas.
Esta especie se suele emplazar entre la vegetación acuática vertical, como cañas y juncos. Depositan entre 3 y 6 huevos a partir de mediados de abril y se incuban durante 14-15 días. El nido se construye sobre el agua entre las cañas o juncos, o en un arbusto en la orilla. Esta especie es generalmente monógama.
Es un sílvido de tamaño mediano, 12-13.5 cm de largo, ligeramente más grande que el similar carricerín común Acrocephalus schoenobaenus. El adulto tiene la espalda café finamente rayada y las partes inferiores blancas. La frente es plana, con una ceja blanquecina prominente, las cubiertas del oído gris, y el pico es fuerte y puntiagudo.
Los sexos son idénticos, como con la mayoría de los sílvidos, pero las aves jóvenes son tienen más listas y marcas en el pecho. Es insectívora e incluye en su dieta caracoles de agua.
El trino es rápido y similar a la curruca. Su canción es más suave y melodiosa que la de sus familiares, y puede recordar la del ruiseñor. A diferencia de la curruca, no cantan en vuelo.

## Especies
Se reconocen las siguientes:
- A. m. melanopogon (Temminck, 1823) - sur de Europa hasta Ucrania y oeste de Turquía; Magreb
- A. m. mimicus (Madarász, 1903) - este de Turquía hasta sur de Rusia, Kazajistán, Irán e Irak
- A. m. albiventris (Kazakov, 1974) - sudeste de Ucrania y sudoeste de Rusia